# Jean de Harouys
Pour les autres membres de la famille, voir Famille Harouys.
Jean de Harouys, seigneur de Lespinay, né le 25 mars 1588 à Nantes, baptisé à Sainte-Croix, décédé le 9 avril 1668, est un magistrat français, maire de Nantes.

## Biographie
Fils de l'ancien maire Charles Harouys, il se marie avec Charlotte Goddes, puis avec Anne Madeleineau , qui apparaît comme veuve en 1668.
Procureur des États de Bretagne (1616), il est conseiller du roi, président du présidial (1620). Maire de Nantes, il y succède à son frère Louis, et installé le 25 août 1625, puis est renouvelé en 1626 (sous-maire : Pierre Madeleneau, puis Olivier du Breil ; procureur syndic : Jean Lyrot ; miseur : Jean Fachu). Son successeur est René Mesnardeau le 26 juillet 1627.